# Cobitis dalmatina
Cobitis dalmatina là một loài cá trong họ Cobitidae. Nó là loài đặc hữu Croatia. Từ lâu người ta tin rằng loài này thuộc Spined Loach (C. taenia).
Phân tích nhánh dữ liệu chuỗi ADN (nDNA RAG-1 và S7 ribosomal protein intron 1, và mtDNA cytochrome b) xác nhận rằng việc xếp nó là một loài đầy đủ là thích đáng. Nó thuộc nhóm gồm C. bilineata, C. narentana và loài không được mô tả từ biên giới Bosnian-Croatia. 
Môi trường sinh sống tự nhiên của nó là lưu vực sông Cetina. Nó bị đe dọa mất môi trường sống.

## Cước chú
1. 1 2  Crivelli (2005)
2. ↑  FishBase (2008)